# Ameerega parvula
Ameerega parvula es una especie de anfibio anuro de la familia Dendrobatidae.

## Distribución geográfica
Esta especie habita entre los 150 y 1000 m en la cuenca superior del Amazonas:
- en Ecuador, en las provincias de Napo, Sucumbíos, Orellana, Morona-Santiago y Pastaza;
- en Perú en la región de Loreto.[4]

## Descripción
Los machos miden de 17.5 a 22.5 mm y las hembras de 19 a 24 mm.

## Publicación original
- Boulenger, 1882 : Catalogue of the Batrachia Salientia s. Ecaudata in the collection of the British Museum, ed. 2, p. 1-503[5]